# أندرو برايس مورغان
أندرو برايس مورغان (بالإنجليزية: Andrew Price Morgan) هو أخصائي فطريات وعالم نبات أمريكي، ولد في 27 أكتوبر 1836 في دايتون في الولايات المتحدة، وتوفي في 19 أكتوبر 1907.